# دوسر ذنبي
الدوسر الذنبي (الاسم العلمي: Aegilops caudata) هي نوع نباتي يتبع جنس الدوسر من الفصيلة النجيلية. 

## البيئة والانتشار
موطنه بلاد الشام وتركيا والقوقاز وبعض مناطق البلقان.